# Intoxication médicamenteuse
Une Intoxication médicamenteuse est une intoxication causée par un ou plusieurs médicaments. Elle peut être volontaire, dans le cadre d'une tentative de suicide, ou accidentelle. Dans ce dernier cas, elle concerne principalement les enfants et les personnes âgées. Les animaux domestiques sont eux aussi susceptibles d'être victimes d'intoxication médicamenteuse. On la distingue du surdosage, qui désigne la prise d'une dose trop élevée d'un médicament faisant partie du traitement habituel de la personne.

## Traitement
Lors d'une intoxication médicamenteuse, une prise en charge et un traitement méthodiques s'imposent.
Il convient en premier lieu de contrôler les fonctions vitales et de prendre si nécessaire les mesures classiques de réanimation. Une diminution de l'état de conscience due à une hypoglycémie, au monoxyde de carbone ou à des morphiniques doit être immédiatement recherchée et traitée de manière adéquate. Cela vaut aussi en cas de convulsions provoquées par des intoxications.
La gravité de l'intoxication doit ensuite être évaluée sur base de l'(hétéro-)anamnèse à partir de laquelle des informations peuvent être obtenues en ce qui concerne la nature du médicament, la quantité supposée prise, le moment de la prise, la prise concomitante éventuelle d'alcool. Il faut toutefois insister sur le fait que les informations obtenues à l'anamnèse ne sont pas toujours fiables et qu'elles peuvent mener à sous-estimer la gravité de la situation. Les renseignements obtenus à partir de l'examen clinique sont aussi importants. Il faut aussi être attentif au fait que l'absence de symptômes peut être faussement rassurante. En cas d'intoxication intentionnelle, une évaluation et une aide psychiatriques urgentes s'imposent.
En dehors du glucose ou du glucagon administrés en cas de surdosage aux hypoglycémiants et de la naloxone lors des intoxications aux morphiniques, les antidotes spécifiques ne sont en général pas indiqués pour l'usage en première ligne. Les hôpitaux prenant en charge des patients en intoxication aigüe doivent bien entendu disposer d'une série d'antidotes. Cette liste est à établir sur base d'ouvrages classiques en toxicologie clinique et de préférence en concertation avec le Centre antipoison qui dispose aussi d'une réserve de certains antidotes.
En ce qui concerne les techniques permettant de contrecarrer la résorption gastro-intestinale, il n'existe pas d'études randomisées contrôlées et les recommandations suivantes ont été établies sur base d'un consensus d'experts.
Le charbon activé, comme médicament adsorbant, ne peut pas être administré de manière systématique, et uniquement après avoir pesé les risques et les avantages escomptés. L'administration de charbon activé en cas d'intoxication par des alcools, du lithium ou du fer n'a pas de sens étant donné la faible adsorption de ces produits (Les composés ioniques et peu lipophiles ne sont quasiment pas adsorbés par le charbon activé). L'efficacité du charbon activé est optimale lorsqu'il est administré dans l'heure qui suit l'intoxication; un intérêt éventuel en cas d'administration plus tardive ne peut toutefois pas être exclu. L'administration de charbon activé est contre-indiquée chez les patients présentant un risque de fausse route et une diminution de l'état de conscience, avec risque d'aspiration, ou en cas d'atteinte du tube digestif, p. ex. après ingestion de produits caustiques. En milieu hospitalier, le charbon activé peut être administré au moyen d'une sonde gastrique, et dans certaines intoxications et certaines circonstances, il peut être administré à plusieurs reprises.
Le lavage gastrique ne peut pas être effectué de manière systématique. Des facteurs tels la gravité de l'intoxication, la probabilité que la vidange gastrique entraîne l'élimination d'une quantité cliniquement significative (entre autres en fonction du délai après la prise) et le risque de la procédure (entre autres aspiration, lésion œsophagienne) doivent être pris en considération.
Une chasse intestinale par des laxatifs peut être proposée dans certaines intoxications, par exemple en cas de présentation tardive d'une intoxication potentielle par des médicaments à libération prolongée. L'intérêt de leur utilisation n'a cependant encore jamais été validé scientifiquement.
Les méthodes permettant d'induire des vomissements, les émétiques, sont désormais proscrites car généralement de faible efficacité et présentant potentiellement des risques lors de leur administration (sirop d'ipéca, Apomorphine, eau salée).